# 蕭翼 (南朝)
蕭翼（?—?），梁武帝萧衍弟弟南平元襄王萧伟的孙子，南平靖节王蕭恪的儿子。袭封南平王。
552年（大宝三年）10月18日，萧恪薨逝于长沙，蕭翼嗣爵南平王。《周书》、《北史》列举萧詧的後梁宗室有萧欣、萧翼，但没有记载萧翼的世系。萧翼是萧恪之子，见于张盈妻萧餝性的墓志铭，萧翼官至领军将军、荆州尹、司徒公、金紫光禄大夫、开府仪同三司、南平王。萧翼之女萧餝性（544年—611年4月11日），字脩容，嫁隋炀帝萧皇后堂舅隋朝朝散大夫张盈。
　　

## 资料来源
- 《周书》卷四十八 列传第四十
- 《北史》卷九十三 列传第八十一
- 《隋代墓志铭汇考4》p325《隋故朝散大夫张府君夫人萧氏墓志铭并序》